# Křeslice
Křeslice jsou městská čtvrť a katastrální území na jihovýchodním okraji hlavního města Prahy, tvořící území městské části Praha-Křeslice v obvodu Praha 10. Je zde evidováno 29 ulic a 350 adres, žije zde zhruba tisíc obyvatel.
Městská část Praha-Křeslice má vlastní samosprávu (zastupitelstvo). Státní správu v přenesené působnosti pro Křeslice vykonává úřad městské části Praha 11 Jižní Město.
Praha-Křeslice a Praha-Zličín jsou jediné dvě městské části v Praze, které narušují skladebnost mezi správními obvody Prahy (Praha 1–22) a územními obvody Prahy (Praha 1–10).

## Území
Původně byly Křeslice samostatná obec. V roce 1974 byla obec připojena spolu s dalšími obcemi rozhodnutím tehdejší vlády k Praze. Původně mělo katastrální území Křeslic rozlohu 334,8 ha. Až do 19. prosince 2002 k němu totiž nenáležela část Křeslic, jež patřila ke katastrálnímu území Pitkovice, administrativně však bylo součástí městské části Praha-Křeslice již od 25. února 2000, kdy došlo k úpravě hranice městských částí Praha-Křeslice a Praha-Uhříněves, kam Pitkovice patří.

## Současnost

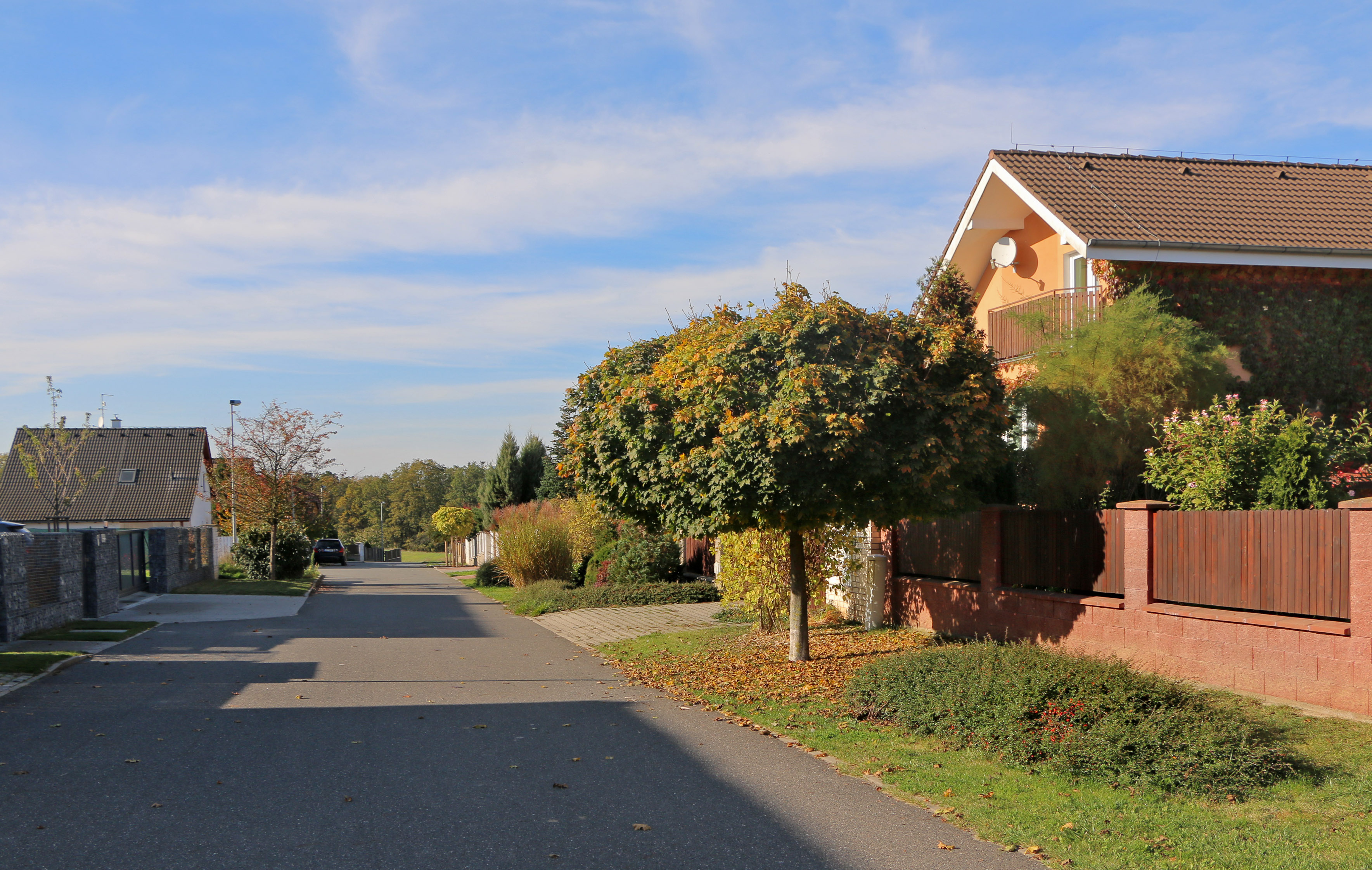
Nová výstavba na jihu vesnice

Větší část území Křeslic spadá do přírodního parku Botič-Milíčov. Rozvoj Křeslic probíhá výstavbou rodinných domků se zahradami, která navazuje na okolní přírodu. Rodinné domky vytváří nejmenší zdroj dopravy, pro kterou dostačují stávající místní komunikace a nevynucují si stavbu kapacitních komunikací.
V nejbližším okolí Křeslic je mnoho tipů na výlet – např. dendrologická zahrada a park v Průhonicích, Milíčovský les, Hostivařská přehrada nebo aquapark v Čestlicích.

## Pamětihodnosti
- Usedlost Štít - kulturní památka. Usedlost vznikla pravděpodobně kolem roku 1822 na místě starší zástavby.
- tvrz - v místech dvora v Horních Křeslicích

## Městská hromadná doprava
Městskou hromadnou dopravu do Křeslic zajišťují autobusové linky PID 122, 126, 270, 272, 906. Stěžejní linka 126 jezdí z Kolejí Jižní Město přes  metro C Chodov a Háje až k železniční stanici Praha-Uhříněves, kde lze přestoupit na linku S9 vedoucí k pražskému Hlavnímu nádraží. Pro školáky jsou v městské části zajištěny školní linky 270 a 272, vedeny do městské části Petrovice a do Uhřínevsi. Křeslice jsou obslouženy i vybranými spoji linky 122 a noční linkou 906 ze Skalky přes Hostivař, Opatov a Újezd u Průhonic.

## Fotogalerie

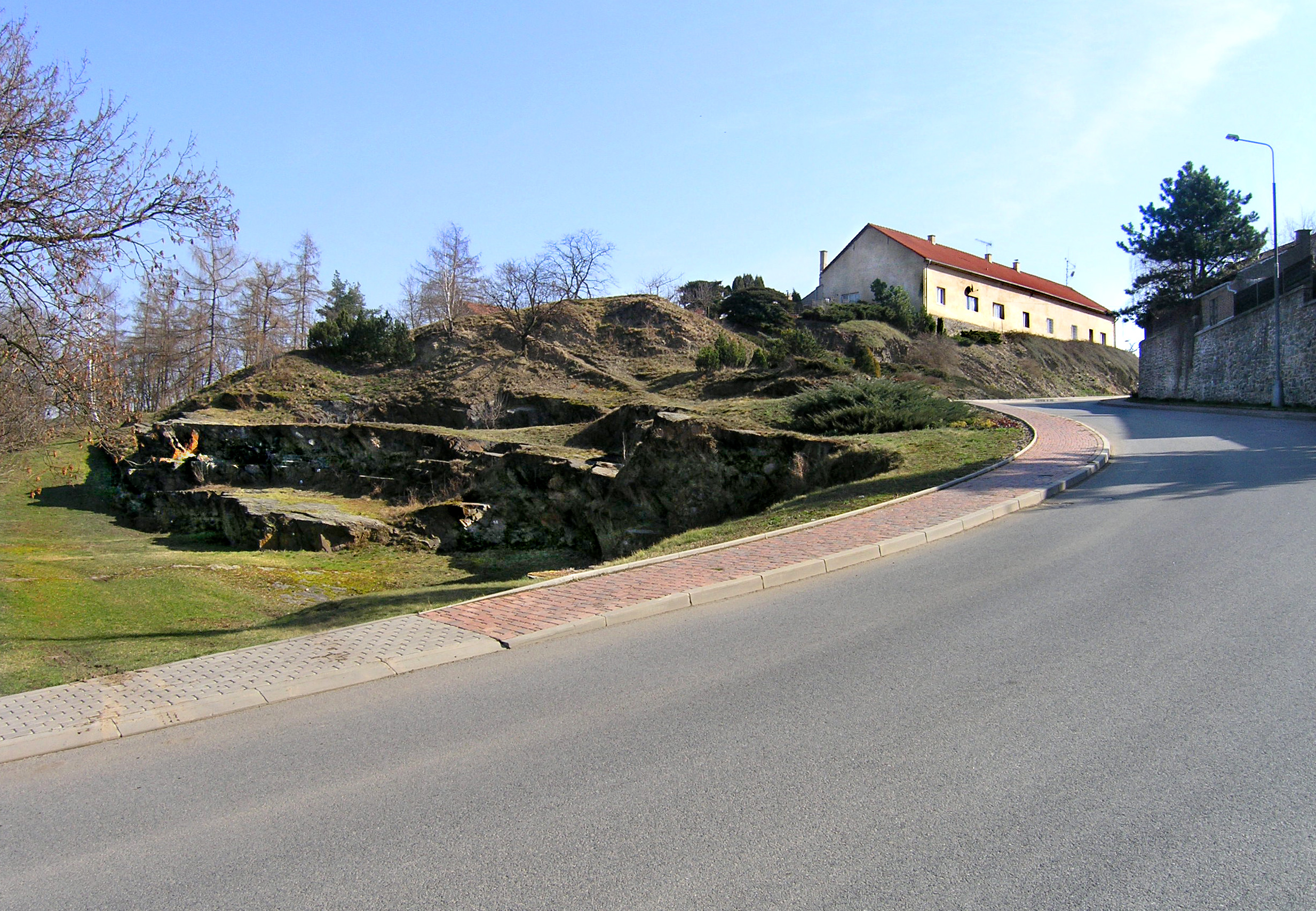
Štychova ulice ve stoupání mezi dolní a horní částí Křeslic
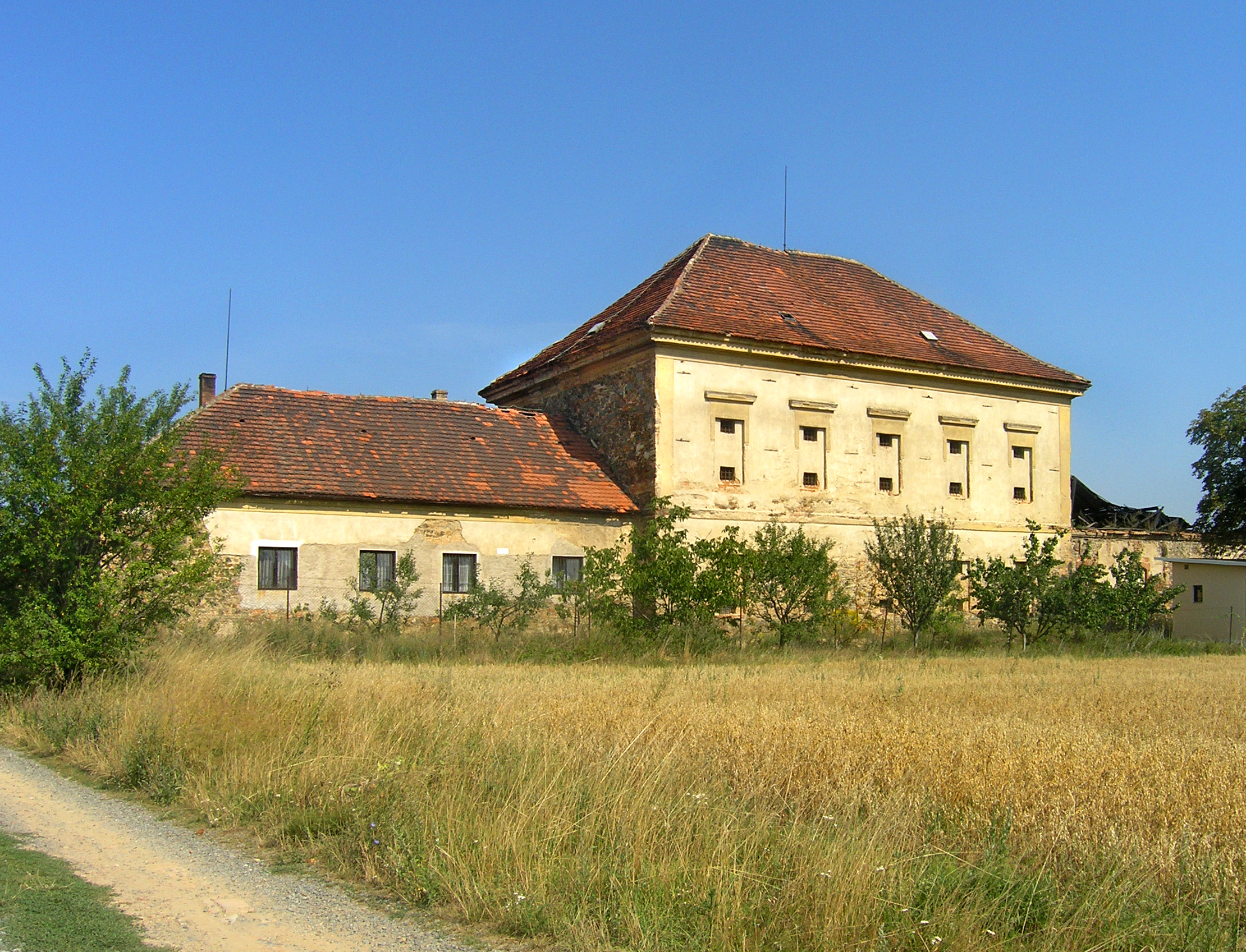
Rozpadající se historické budovy v osadě Štít v Křeslicích
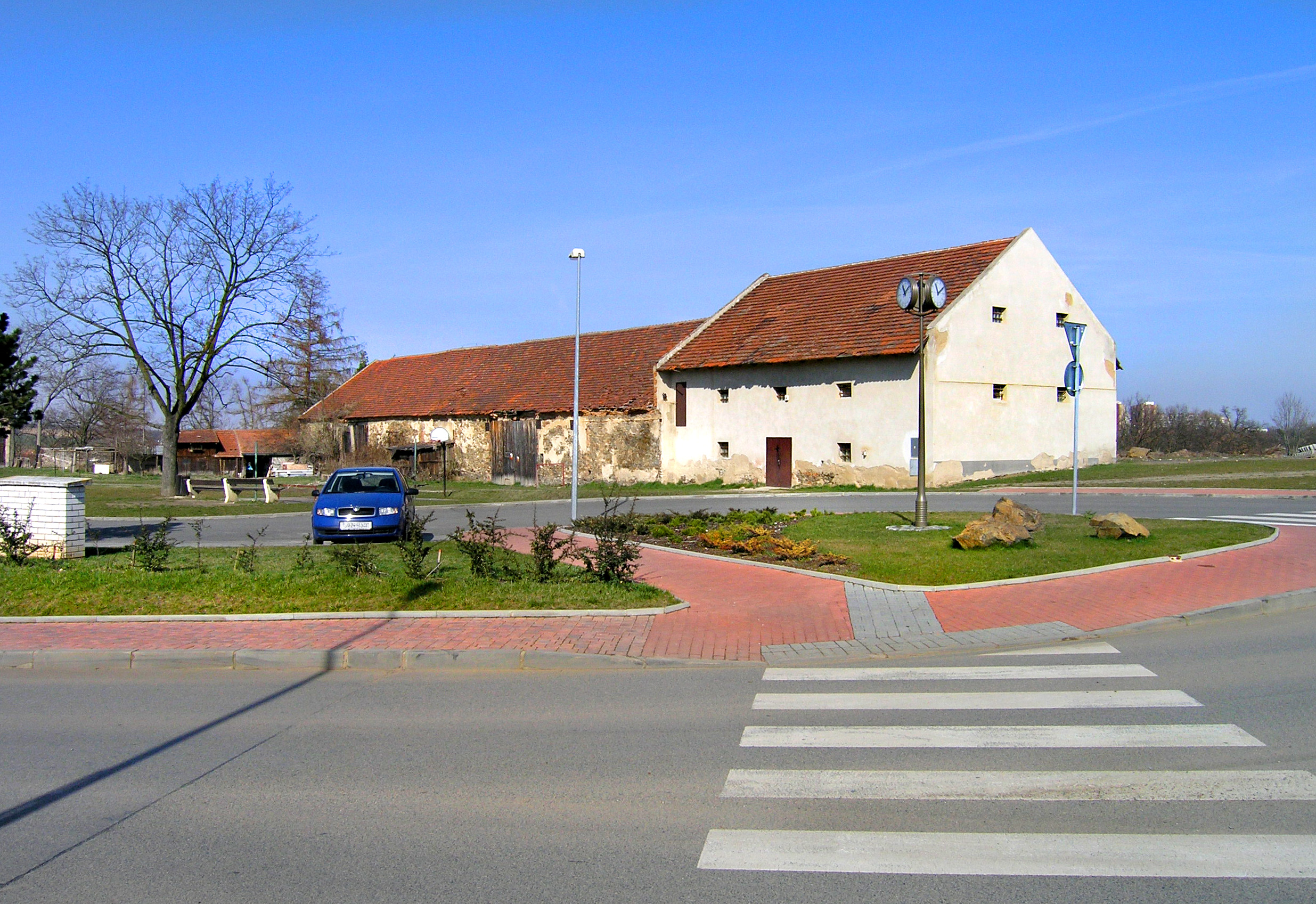
Plocha bývalého statku – budoucí náměstí se službami a byty
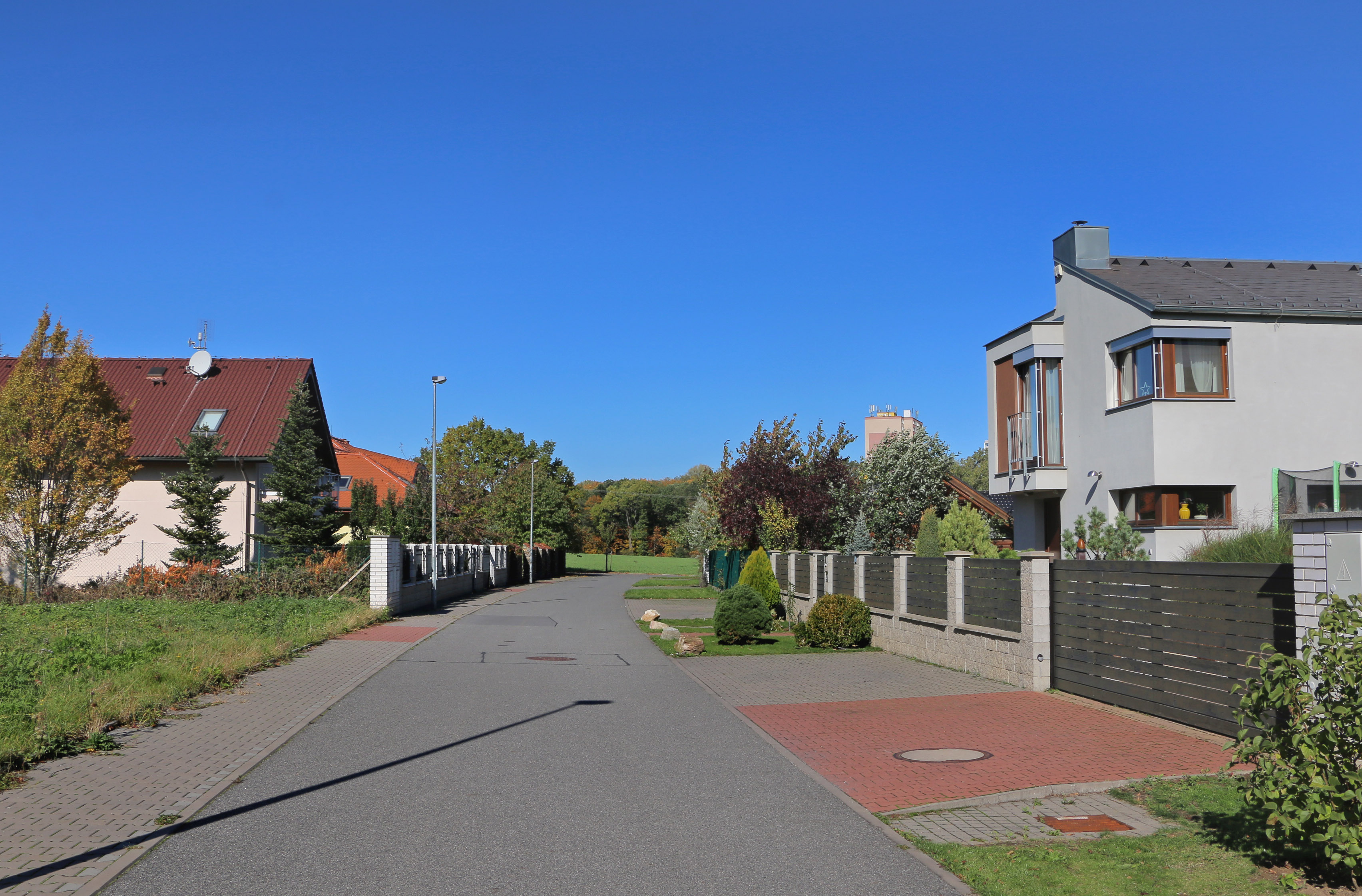
Původní obec obklopila v posledních letech nová rodinná zástavba